# Station Pleucadeuc
Station Pleucadeuc is een spoorwegstation in de Franse gemeente Pleucadeuc. Het station is gesloten.